# بنك التسويات الدولية
بنك التسويات الدولية هي مؤسسة مالية دولية. مملوكة من البنوك المركزية التي ترعى التعاون النقدي والمالي الدولي ويخدم كبنك للبنوك المركزية. يقوم بنك التسويات الدولية من خلال اجتماعاته استضافة مجموعات دولية تسعى للاستقرار المالي العالمي وتسهيل تفاعلهم. كما يوفر خدمات مصرفية للبنوك المركزية وغيرها من المنظمات الدولية. يقع في بازل، سويسرا. وله مكاتب تمثيلية في هونغ كونغ ومدينة مكسيكو.

## تاريخه

### خلفية تاريخية
بدأ التعاون النقدي الدولي في التطور بشكل مؤقت خلال القرن التاسع عشر. كانت إحدى الحالات المبكرة قرضًا بقيمة 400 ألف جنيه إسترليني في شكل عملات ذهبية من بنك فرنسا إلى بنك إنجلترا الذي كان يواجه هجمة على البنوك، وقد تم ذلك في عام 1825 وبتسهيل من عائلة روتشيلد. واقترض بنك إنجلترا مرة أخرى من نظيره الفرنسي (ومن بنك هامبورجر) في عامي 1836 و1839، وأقرضه في المقابل في عام 1847.
في الفترة 1860-1861، وبسبب الاضطرابات الناجمة عن الحرب الأهلية الأمريكية الناشئة، دخل بنك فرنسا في سلسلة من اتفاقيات المبادلة على العملات المعدنية مع بنك إنجلترا وكذلك بنك الدولة للإمبراطورية الروسية وبنك هولندا. وقد تم تسجيل تلك الحلقة باعتبارها "حرب البنوك"، ظاهريًا بسبب الاحتكاكات بين بنك فرنسا وبنك إنجلترا بشأن المعاملة.:66–67

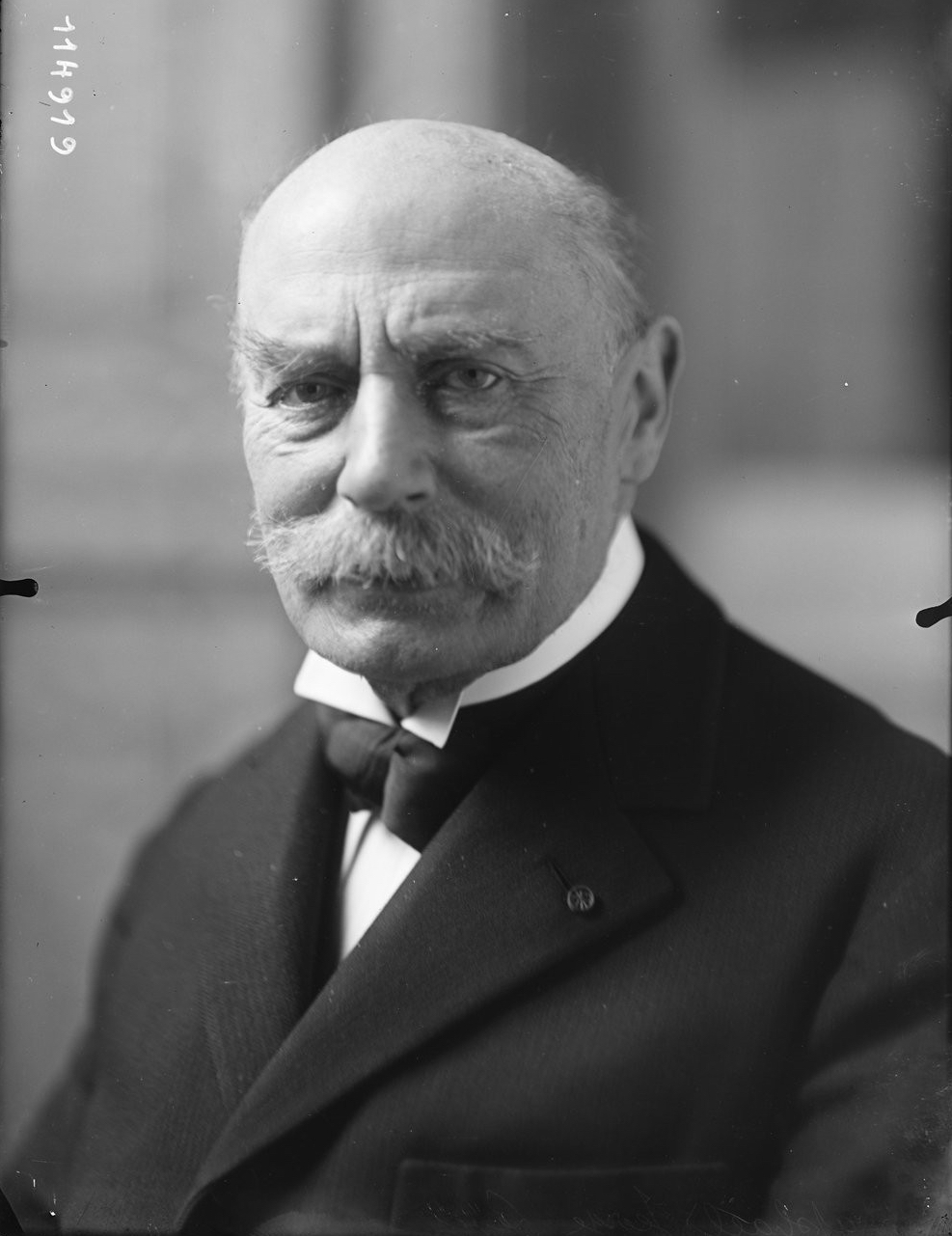
الاقتصادي الفرنسي رافاييل-جورج ليفي (1853-1933) كان مؤيدًا مبكرًا لإنشاء بنك دولي، واقترح له موقعًا في سويسرا

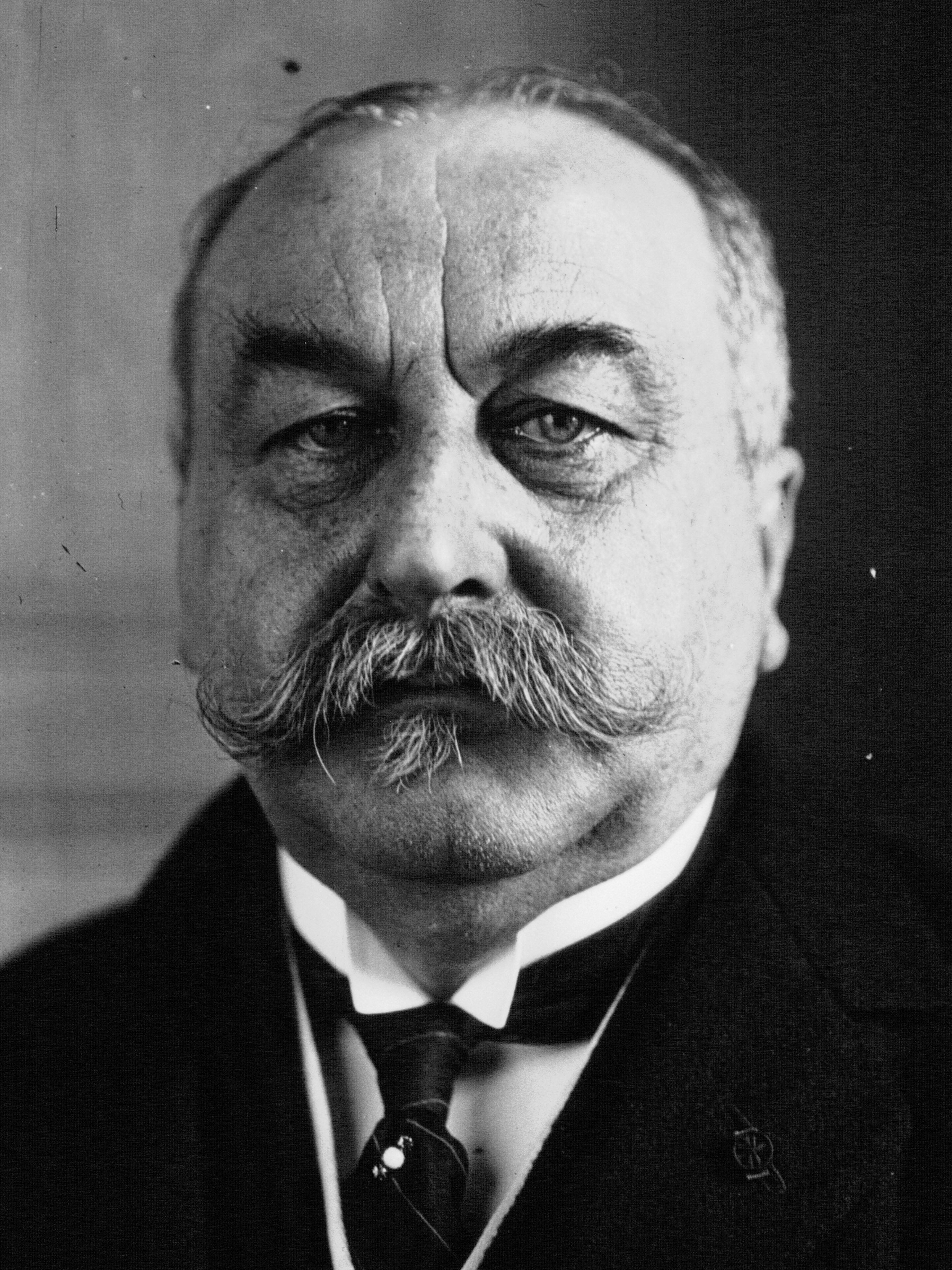
Belgian statesman ليون ديلاكروا (1867–1929) كان من أوائل المروجين لبنك التسويات الدولية وتوفي أثناء المفاوضات لإنشائه

بعد عدة سنوات، اتخذ التعاون النقدي شكل جديد مع سلسلة من المؤتمرات النقدية الدولية المخصصة لتحسين تنسيق نظام العملات، على الرغم من أن هذه المبادرات، مثل الاتحاد النقدي اللاتيني ‏ الذي بدأ عام 1865، لم تمتد إلى أموال أخرى غير العملات المعدنية، وبالتالي شملت مسؤولي الخزانة والسك بدلاً من المصرفيين.: 69
في مؤتمر بروكسل عام 1892، قدم الأكاديمي الألماني يوليوس وولف مخطط لعملة دولية يمكن استخدامها للإقراض الطارئ للبنوك المركزية الوطنية وسيتم إصدارها من قبل مؤسسة مقرها في بلد محايد. عام 1893 اقترح الخبير الاقتصادي الفرنسي رافائيل جورج ليفي إنشاء بنك مركزي دولي في برن.
عام 1907 نشر رجل الدولة الإيطالي لويجي لوتساتي مقال في صحيفة Neue Freie Presse النمساوية، يشير فيها إلى أمثلة سابقة للتعاون الثنائي بين البنوك المركزية ومؤكدًا على الحاجة إلى المزيد من التعاون المؤسسي على المستوى الدولي.: 21
لقد حققت ممارسة التعاون الرسمي بين البنوك المركزية تقدماً غير مسبوق بين الحلفاء خلال الحرب العالمية الأولى. ففي عام 1916، أبرم بنك إنجلترا وبنك فرنسا اتفاقيات بشأن الإقراض الثنائي وأنشأوا خط تلغراف مباشر بين مكاتبهما لتسهيل الاتصال. كما تم إبرام اتفاقيات رسمية مماثلة في ذلك العام بين البنكين وبنك الاحتياطي الفيدرالي في نيويورك، وفي عام 1917 افتتح بنك إيطاليا مكتب في نيويورك.: 17
في أعقاب الحرب مباشرة، دعا المصرفي المركزي الهولندي جيرارد فيسرينغ إلى عملة دولية دون الاعتماد على مجمع ذهب مشترك.: 22  وقد نشأت أفكار مماثلة في مؤتمر بروكسل عام 1920، وهو أول مناقشة كبرى للتحديات المالية الدولية في أعقاب الحرب، والتي أيدها شخصيات بارزة مثل رئيس الوزراء البلجيكي ليون ديلاكروا والمصرفي الأمريكي فرانك أ. فاندرليب، الذي اقترح إعادة تنظيم البنوك المركزية الوطنية في أوروبا على غرار بنك الاحتياطي الفيدرالي الأمريكي الذي ساعد في إنشائه في العقد السابق. في مؤتمر جنوة عام 1922، بعد الدعوة من قبل العديد من الخبراء بما في ذلك رالف هوتري وروبرت هورن وجون ماينارد كينز، تم تمرير قرار أوصى بإنشاء "رابطة أو تفاهم دائم للتعاون بين البنوك المركزية، وليس بالضرورة مقتصرًا على أوروبا، لتنسيق سياسات الائتمان، دون المساس بحرية كل بنك مركزي فردي".: 23
اتخذ قرار إنشاء بنك التسويات الدولية في سياق المفاوضات بشأن تعويضات الحرب العالمية الأولى التي أضرت بالعلاقات الدولية في أوروبا طيلة عشرينيات القرن العشرين. وفي أعقاب معاهدة فرساي، تم إنشاء لجنة تعويضات في يناير 1920 لتحديد مبلغ التعويضات الألمانية. تبع ذلك احتلال منطقة الرور في يناير 1923، وفي النهاية تمت الموافقة على خطة دوز في مؤتمر آخر في لندن في يوليو وأغسطس 1924.
سمح الأخير بأجواء بناءة أكثر، تجسدت في الدبلوماسية من خلال معاهدات لوكارنو في أكتوبر 1925 وشجعت مونتاغو نورمان، محافظ بنك إنجلترا المؤثر، على تصور إنشاء ما وصفه في سبتمبر 1925 بأنه "نادي خاص وانتقائي للبنوك المركزية، صغير في البداية، أكبر في المستقبل".: 30 تجسدت هذه الرؤية لأول مرة في اجتماع في أوائل يوليو 1927 جمع بين مونتاغو وصديقه بنجامين سترونج جونيور، رئيس بنك الاحتياطي الفيدرالي في نيويورك، وبنك الرايخ هيلمار شاخت، ونائب محافظ بنك فرنسا تشارلز ريست في منزل خاص في لونغ آيلاند (كان بنك إيطاليا يأمل في دعوة ولكن لم يتم تضمينه). تم تحديد موعد اجتماع ثانٍ في الجزيرة الخضراء، ولكن لم يتم عقده بسبب سوء صحة سترونج، الذي توفي في النهاية في أكتوبر 1928.: 31

### خطة يونغ ومؤتمر لاهاي
وقد أدى الموعد النهائي لسداد فرنسا لديونها الثنائية للولايات المتحدة إلى تحفيز مبادرة جديدة، اتخذت شكل لجنة من الخبراء تم تعيينها للتوصل إلى تسوية نهائية للتعويضات الألمانية، والمعروفة باسم لجنة يونغ على اسم رئيسها المصرفي الأمريكي أوين د. يونغ. اجتمعت اللجنة لأول مرة في بنك فرنسا في 9 فبراير 1929، ثم في 28 جلسة متتالية انتهت في 7 يونيو 1929 في فندق جورج الخامس. وكانت الدول السبع المشاركة هي بلجيكا وفرنسا وألمانيا وإيطاليا واليابان والمملكة المتحدة والولايات المتحدة.
برزت الحاجة إلى بنك يحكمه طرفان مشتركان في هذه المناقشات كوسيلة للتغلب على عدم التماثل في المعلومات وزيادة احتمالية الوفاء بالالتزامات بشكل فعال، وليس أقلها مساعدة الدائنين على العمل بشكل جماعي وتسهيل إعادة استثمار المدفوعات الألمانية في الاقتصاد الألماني.: 34  قدم المصرفي البلجيكي إميل فرانكي المسودة الأولى لمفهوم البنك الجديد في 23 فبراير 1929، وتم تعديلها باقتراحات من محافظ بنك فرنسا إميل مورو. كان من المقرر أن يكون بمثابة مؤسسة خاصة مع مساهمين من جميع البلدان المشاركة (بما في ذلك ألمانيا) لتسوية مدفوعات التعويضات، وإصدار سندات يتم خدمتها من خلال تحويلات التعويضات، و(كما دعا شاخت) توفير الائتمان الدولي الطويل الأجل للدول المحتاجة، بما في ذلك ألمانيا.: 35  في مذكرة إلى يونج بعد بضعة أيام، استخدم شاخت لأول مرة اسم "بنك التسويات الدولية" أثناء الإشارة إلى المؤسسة الجديدة المتوقعة.[9]: 36  طلب يونج من نظرائه الأمريكيين وارن راندولف بورجيس وشيبرد مورجان ووولتر دبليو ستيوارت الإبحار على الفور إلى باريس، وفي 7 مارس 1929 قدموا نص تسوية شكل الأساس للتطورات اللاحقة.

## الاعضاء
أعضاء بنك التسويات الدولية هم بنوك مركزية من 63 دولة: 34 في أوروبا، و16 في آسيا، و5 في أمريكا الجنوبية، و3 في أمريكا الشمالية، و3 في إفريقيا، و2 في أوقيانوسيا. ويمثل الولايات المتحدة عضوان، بنك الاحتياطي الفيدرالي الأمريكي وبنك الاحتياطي الفيدرالي في نيويورك. والبنك المركزي الروسي عضو ولكن مشاركته مع بنك التسويات الدولية تم تعليقها منذ أوائل مارس 2022 (انظر قسم التاريخ أعلاه). في القائمة أدناه، يشير (*) إلى أعضاء اجتماعات الاقتصاد العالمي لبنك التسويات الدولية (انظر أدناه) ويشير (**) إلى المراقبين لهذه الاجتماعات.
- بنك الجزائر**
- بنك الأرجنتين المركزي*
- بنك الاحتياطي الأسترالي*
- البنك المركزي النمساوي (النمسا)**
- البنك الوطني البلجيكي*
- بنك البوسنة والهرسك المركزي
- بنك البرازيل المركزي*
- البنك البلغاري الوطني
- بنك كندا*
- بنك تشيلي المركزي**
- بنك الشعب الصيني*
- Bank of the Republic of Colombia**
- البنك الوطني الكرواتي
- البنك الوطني التشيكي**
- البنك الوطني الدنماركي (الدنمارك)**
- بنك إستونيا
- البنك المركزي الأوروبي*
- بنك فنلندا**
- بنك فرنسا*
- البنك الاتحادي الألماني (ألمانيا)*
- بنك اليونان**
- سلطة النقد (هونغ كونغ)*
- Magyar Nemzeti Bank (المجر)**
- Central Bank of Iceland
- بنك الاحتياطي الهندي*
- بنك إندونيسيا*
- البنك المركزي الأيرلندي**
- بنك إسرائيل**
- بنك إيطاليا*
- بنك اليابان*
- بنك كوريا*
- بنك الكويت المركزي**
- بنك لاتفيا
- بنك ليتوانيا
- بنك لوكسمبورغ المركزي**
- Central Bank of Malaysia*
- بنك المكسيك*
- بنك المغرب (المغرب)**
- البنك المركزي الهولندي (هولندا)*
- بنك نيوزيلندا الاحتياطي**
- National Bank of North Macedonia
- Central Bank of Norway**
- بنك بيرو الاحتياطي المركزي**
- البنك المركزي الفلبيني (الفلبين)**
- Narodowy Bank Polski (بولندا)*
- بنك البرتغال (البرتغال)**
- البنك الوطني الروماني**
- Central Bank of the Russian Federation*
- البنك المركزي السعودي*
- البنك الوطني الصربي
- السلطة النقدية في سنغافورة*
- البنك الوطني السلوفاكي
- بنك سلوفينيا
- بنك جنوب إفريقيا الاحتياطي*
- بنك إسبانيا*
- بنك السويد المركزي (السويد)*
- البنك الوطني السويسري*
- البنك المركزي التايلاندي*
- البنك المركزي التركي*
- مصرف الإمارات العربية المتحدة المركزي**
- بنك إنجلترا*
- Federal Reserve Board (الولايات المتحدة)
  - United States Federal Reserve System*
  - بنك الاحتياطي الفيدرالي (نيويورك)*
- بنك دولة فيتنام**

## وصلات خارجية
- الموقع الرسمي